# Bruce Almighty
Bruce Almighty is een Amerikaanse komediefilm uit 2003, geregisseerd door Tom Shadyac en geschreven door Steve Koren, Mark O'Keefe en Steve Oedekerk. Jim Carrey, Morgan Freeman en Jennifer Aniston nemen enkele hoofdrollen in.
De film was ondanks de gemengde reacties van critici een groot succes. Het werd in Amerika een van de best verkochte komediefilms aller tijden.

## Verhaal
Bruce Nolan (Jim Carrey) is een televisieverslaggever voor Eyewitness News in Buffalo. Op zich heeft hij weinig te klagen. Hij geniet grote populariteit en heeft een relatie met de mooie Grace (Jennifer Aniston). Maar toch wil hij meer. Hij is het namelijk zat altijd de rotklusjes te krijgen en nooit eens "echt nieuws" te mogen presenteren.
Na een helse dag op zijn werk, waarbij onder andere een belangrijke promotie aan zijn neus voorbij gaat en hij bovendien ontslagen wordt, wordt hij heel boos op God. Volgens hem is God de oorzaak van zijn problemen en zou hij te weinig doen om mensen als hem te helpen. Wanneer God (Morgan Freeman) dat hoort, doet hij Bruce een voorstel: hij zal Bruce een week lang zijn macht geven zodat Bruce kan tonen hoe hij het als God zou aanpakken.
In het begin weet Bruce Gods macht nog te waarderen en gebruikt deze volop voor eigen gewin. Hij veroorzaakt overal in zijn bijzijn grote gebeurtenissen waar hij vervolgens als eerste verslag van kan doen, zorgt ervoor dat hij zijn baan terugkrijgt en alsnog wordt gepromoveerd tot nieuwsanker, en maakt zijn hond Sam zindelijk. Hij raakt echter steeds meer vervreemd van zijn vriendin, tot ze hem uiteindelijk dumpt. Bovendien komt Bruce langzaam maar zeker de negatieve kanten van het God-zijn tegen. Iedere actie heeft consequenties; als hij bijvoorbeeld een supermaan maakt om een romantische stemming te creëren met Grace, veroorzaakt dit een tsunami in Japan. Elke avond moet hij lange gebeden aanhoren. Wanneer hij al deze gebeden probeert te verhoren, ontstaat totale chaos. Zo laat hij bijvoorbeeld honderden mensen gelijktijdig dezelfde loterij winnen, waardoor ze ieder maar 17 dollar ontvangen en hun woede afreageren in straatrellen.
In de loop van de week als God leert Bruce dat hij zijn problemen kan oplossen zonder miraculeuze krachten. Op deze manier accepteert hij zijn plek op zijn werk, beantwoordt hij met hard werken de gebeden die tot hem gezegd worden en lukt het hem uiteindelijk om het hart van Grace weer terug te winnen.

## Rolverdeling
- Jim Carrey als Bruce Nolan
- Morgan Freeman als God
- Jennifer Aniston als Grace Connelly
- Lisa Ann Walter als Debbie
- Philip Baker Hall als Jack Baylor
- Steve Carell als Evan Baxter
- Catherine Bell als Susan Ortega
- Sally Kirkland als Anita Mann
- Nora Dunn als Ally Loman
- Jack Jozefson als dakloze man
- Tony Bennett als zichzelf

## Achtergrond

### Inspiratie
Het televisiestation waar Bruce Nolan werkt, WKBW-TV, is een echt bestaand station. De film maakt echter gebruik van een van de voormalige locaties van dit station. Bovendien zijn voor de film een nieuwe nieuwsset en titelsong voor het station bedacht. Een echte nieuwslezer van WKBW-TV speelt mee in de film: John Murphy.
In de film is WKBW’s grootste rivaal het fictieve "Channel 5"; mogelijk gebaseerd op WIVB-TV (channel 4), WKBW's echte rivaal.
De film bevat een groot aantal (visuele) grappen en referenties naar de Bijbel. Zo laat Bruce zijn tomatensoep opensplijten gelijk aan hoe Mozes de Rode Zee heeft laten splijten tijdens de Uittocht uit Egypte. Verder refereert Bruce naar zichzelf als Alfa en Omega, loopt op water, roept een zwerm sprinkhanen op als plaag en laat regen ontstaan.
Volgens Robert Bausch, de auteur van Almighty Me, diende zijn boek deels als inspiratie voor de film.

### Filmmuziek
1. "One of Us" - Joan Osborne
2. "God-Shaped-Hole" - Plumb
3. "I Don't Know Much" - Aaron Neville en Linda Ronstadt
4. "You're a God" - Vertical Horizon
5. "The Power" - Snap!
6. "A Little Less Conversation" - Elvis vs. JXL
7. "The Rockafeller Skank" - Fatboy Slim
8. "God Gave Me Everything" - Mick Jagger featuring Lenny Kravitz
9. "AB Positive"
10. "Walking on Water" Al Capone and the Bluesbruisers
11. "Seventh at Seven" Al Capone and the Shitkickers
12. "Bruce Meets God"
13. "Bruce's Prayer"
14. "Grace's Prayer" Terry Venables
15. "God's Prayer"

Nummers 9-14 zijn allemaal gecomponeerd door John Debney, en opgenomen door het Hollywood Studio Symphony.

### Ontvangst
De film kreeg bij het uitbrengen gemengde reacties, met een totale score van 49% op Rotten Tomatoes. Op Box Office Mojo kreeg de film een B-beoordeling en op de Internet Movie Database een 6,5.
Financieel gezien was de film echter een groot succes. De film bracht aan de bioscoopkassa 85,89 miljoen dollar op. De totale Amerikaanse opbrengst kwam uit op bijna 243 miljoen dollar. Daarmee was Bruce Almighty de succesvolste film van Jim Carrey.
De film werd verboden in Egypte en Maleisië onder druk van moslimleiders, die het ongepast vonden dat God in de film wordt geportretteerd als een gewone man. Het verbod werd in Maleisië uiteindelijk opgeheven, maar de film mocht daar uitsluitend aan volwassenen worden getoond.
In 2007 kreeg de film een vervolg: Evan Almighty. Jim Carrey wilde echter niet meewerken aan deze film. Deze film was beduidend minder succesvol.

## Prijzen en nominaties
Bruce Almighty won in totaal zeven prijzen:

### Prijzen
- Teen Choice Award voor Choice Movie Actor - Comedy (Jim Carrey)
- twee ASCAP Awards
- Most Performed Song van een film ("I'm With You")
- Top Box Office Films (John Debney)
- Image Award voor Outstanding Supporting Actor in a Motion Picture (Morgan Freeman)
- Blimp Award voor favoriete filmacteur (Jim Carrey)
- Mexicaanse MTV Movie Award voor Meest Goddelijke Mirakel in een Film (Milagro más Divino en una Película)
- People's Choice Award voor favoriete comedy

### Nominaties
- BET Comedy Award Outstanding Supporting Actor in a Box Office Movie (Morgan Freeman)
- Black Reel Award Best Supporting Actor (Morgan Freeman)
- Blimp Award voor Favoriete film.
- twee MTV Movie Awards
- Best Comedic Performance (Jim Carrey)
- Best Kiss (Jim Carrey & Jennifer Aniston)
- twee Teen Choice Awards
- Choice Movie Actress - Comedy (Jennifer Aniston)
- Choice Movie Chemistry (Jim Carrey & Morgan Freeman)